# 鄭連德
鄭連德，日文名賀川英彥（羅馬化：Kagawa Hidehiko，1926年11月8日—），臺中市大甲人，為臺北東門基督長老教會名譽牧師，青年時期曾至日本接受飛行員訓練，返臺後全職投入教會工作，從事佈道及多項社會服務。於1991年退休，現居臺北市。

## 家庭
鄭連德生於基督教家庭，是第三代基督徒。上有兩個哥哥、下有一個妹妹，在家裏排行第三。
鄭家自內祖父受洗後成為基督教家族，以長老教派為宗。鄭連德的父親和母親皆篤信基督教，父親曾在大甲教會擔任長老多年；而母親投注許多心力在教導子女主日學、彈風琴和教會聖工上。雙親對鄭連德日後全職投入教會工作影響甚多。
鄭連德於1953年與陳淑文女士結婚，育有五子一女。

## 生平

### 早年生活
1926年11月8日，鄭連德出生於臺中州大甲郡下山腳。
1931年，鄭連德入讀大甲教會設立的愛育幼稚園。因鄭父在大甲街役場擔任助役之故，鄭連德於1933年入讀大甲尋常小學校，於1939年從大甲尋常小學校畢業。
1939年小學校畢業後，因鄭父至臺北東邦產業公司任職經理，鄭家人舉家遷居臺北，居住在宮前町。同年鄭連德就讀臺北末廣高等小學校，為進入中學校前的準備。於1940年就讀私立臺北國民中學校。鄭連德除加入學校的劍道部外，也加入文藝部閱讀許多世界名著、作詩及撰寫文章，對其日後從事專欄寫作影響甚多。
1940年代，台灣總督府推行皇民化運動，積極鼓勵臺灣人更改日本姓名。鄭連德就讀中學三年級時，因父親擔任宮前町副町長，鄭家皆改日本姓名。又因敬重賀川豐彥牧師，鄭家便以「賀川」為姓，鄭連德改名為「賀川英彥（羅馬化：Kagawa Hidehiko）」。
鄭連德預計於1945年3月底從私立臺北國民中學校畢業。1944年太平洋戰爭出現變化，盟軍、日本軍交戰激烈，戰況日益嚴峻。缺乏兵源的日本政府在1944年，第一次招募臺籍青年加入陸空軍。鄭連德因此中斷學業，於1944年至1945年間在日本本土接受飛行員的訓練，並將受訓期間的心情點滴以日記形式記錄下來。
同年8月15日，日本裕仁天皇頒佈終戰詔書，正式向盟軍宣布投降。戰爭結束後，日本軍隊發下復員命令，但因戰後日本內政一片混亂，加上海上交通一度中斷，遣返事宜遭到拖延，於是鄭連德便留在部隊裡進行善後。後鄭連德於1946年與彭明敏搭乘同一班船回到臺灣。
回鄉後的鄭連德除日間在教會當主日學教員之外，也北上至臺北市私立延平學院一年級夜間部完成未完成的學業。1947年2月28日，臺北大稻埕發生圓環緝煙事件，全臺各地紛紛發起反政府運動，進一步導致二二八事件的大量傷亡。鄭連德就讀的延平學院因和反抗運動關係密切，因此遭到國民政府取締，勒令停校。失學的鄭連德決定在8月報考臺灣神學院。

### 教會時期
1947年9月，鄭連德入學台灣神學院，主修神學。1951年畢業後至敦仔腳教會服務，1954年轉至新店教會，正式受封為牧師。於新店教會服務期間，1959年鄭連德因獲得牧師獎學金而入學美國東北部的緬因州曼歌神學院（英語：Bangor Theological Seminary）進修一年。主修的課程為「教會社會行動（英語：Church in Social Action）」、「牧會協談（英語：Pastoral Counseling）」、「教會如何關懷社會（英語：Come to church and go to the world）」。
「教會如何關懷社會」主旨為教會並不只限於於做禮拜，教會更應當訓練信徒關懷上帝的世界、社會並對外做見證。「牧會協談」主旨是如何關心婚姻以及家庭的教育。「教會社會行動」則著重於由教會推動社會議題。這些知識有助於鄭連德返臺後參加「良鄰會」、「生命線」、「互談會」、「協談中心」的創辦。

#### 良鄰服務
1961年，鄭連德離開服務七年之久的新店教會，至臺北市中心的城中教會任駐會牧師。因城中教會位於混雜髒亂的中央市場及能接觸到社會底層的臺北車站旁，鄭連德便與南部北上創業的得恩堂眼鏡公司創辦人廖思賜長老一同於1965年3月1日在當時為中南部勞工的聚集地的臺北車站前成立「良鄰會」，其宗旨是成為「出外人的好夥伴」，主要業務為關心勞工的工作情況並助其適應都市生活，以及成為協助其求職及協調勞資問題的場所。除此之外，鄭連德也開始勞工家庭的協談，致力於關心勞工的家庭生活。

#### 家庭協談與生命線
鄭連德在美國主修的「牧會協談」對協談工作有相當大的影響。1964年5月9日，馬偕醫院的林寶祥牧師、婦產科吳震春醫師、精神科醫師劉瑞騰醫師和鄭連德等一同創立「馬偕協談室」。1969年，馬偕醫院沿用此一概念，在臺大醫院指派醫師林憲、莊明哲醫師的協助下成立「家庭協談室」門診。後基督教長老教會也於1972年成立「家庭協談中心」，鄭連德任董事長，提供婚姻諮商、關懷都市原住民等業務。同時鄭連德也在中國廣播公司播送「家庭漫談」的節目達十二年之久。
因都市化、工商業發展迅速，自殺患者日益增多，同年4月12日馬偕醫院自殺預防中心第七門診開始，後在馬偕醫院院長羅慧夫、副院長張錦文主持之下，協同臺大醫院數名教授與鄭連德牧師籌辦「生命線」。同年7月1日全臺首創「馬偕生命線」開線，電話號碼為541-4242（我要死了死了）、541-4343（我要自殺自殺），於1998年更變為1995（要救救我），一直使用至今，各縣市也陸續成立生命線。而鄭連德除在生命線提供諮商服務外，進一步將此一概念推廣至日本、大韓民國等地；在國內也受邀在「民族晚報」每週撰寫「生命線」專欄兩篇，共撰寫四年。

#### 互談運動
第二次世界大戰後，德國社會一片混亂，因此穆勒爾(Eberhard Müller)博士號召數名專家成立「社會互談會（Evangelical Academy）」透過公民之間的對話重建德國社會的道德觀。此一概念於1963年經史密德（英語：Lewis B. Smedes）博士引進臺灣。經多年籌備，臺灣長老教會總會於1967年成立「基督教互談會（英語：Christan Academy）」。鄭連德運用先前在美國進修所學「教會如何關懷社會」，開始從事互談事務。

#### 服務東門教會
1967年7月底，鄭連德離開城中教會的牧會工作，轉往東門教會講道。1979年出任東門教會牧師，工作內容如請青年團契協助社區學童的課業輔導、設立圖書館給社區民眾閱覽、推動臺北少年觀護所的心理輔導工作和佈道等。
1991年自東門教會退休，共服務13年半，東門教會聘其為名譽牧師。退休後接受許多海外國人所設立教會的邀請，在美國、加拿大、巴西、巴拉圭、日本、紐西蘭、澳洲等地講道。2007年後鄭連德與其妻返臺定居，現居臺北市。

## 著作
- 鄭連德（碩士論文），〈：基督教教育的再檢討〉，台灣神學院神學研究所，1958。[29]
- 鄭連德、鄭連明、吳清鎰等，《台灣基督長老教會北部教會九十週年簡史》，臺北：慶祝設教九十週年歷史組，1962。[29]
- 鄭連德，《創造成熟的婚姻：生命線專欄1》，臺北：三一，1979。[29]
- 鄭連德，《婚姻生活的藝術：生命線專欄2》，臺北：三一，1979。[29]
- 鄭連德，《體貼的家庭：生命線專欄3》，臺北：三一，1979。[29]
- 鄭連德，《建立幸福的家庭：生命線專欄4》，臺北：三一，1979。[29]
- 鄭連德，《互信互愛的一生：生命線專欄5》，臺北：三一，1982。[29]
- 鄭連德，《向前的教會：講道集》，臺北：三一，1979。[29]
- 鄭連德，《突破黑暗：講道集》，臺北：三一，1980。[29]
- 鄭連德，《傳達愛心：講道集》，臺北：三一，1982。[29]
- 鄭連德口述，林恩朋編，《人生二十：臺灣生命線之父：鄭連德牧師蒙恩的一生》，臺北：前衛，2012。[29]
- 鄭連德著，黃彥傑釋文，《最後的雄鷹：一位臺籍日軍飛行員的戰時日記》，臺北：秀威，2021。[30]

## 外部連結
- 大甲教會 （页面存档备份，存于）
- 城中教會 （页面存档备份，存于）
- 國際生命線臺灣總會 （页面存档备份，存于）
- 財團法人 臺北市基督教社會互談會 （页面存档备份，存于）